# Nycteola cladodes
Nycteola cladodes är en fjärilsart som beskrevs av Sheldon 1919. Nycteola cladodes ingår i släktet Nycteola och familjen trågspinnare. Inga underarter finns listade i Catalogue of Life.